# Fort Frontenac

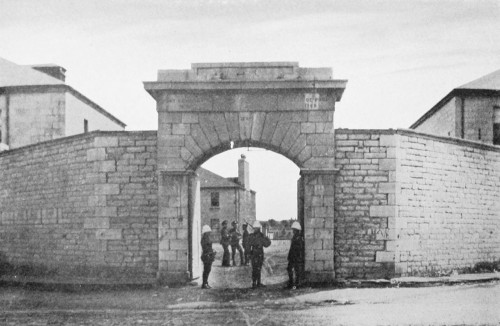
Fort Frontenac

Fort Frontenac – fort założony w 1673 roku w Nowej Francji przez gubernatora Louisa de Buade'a de Frontenaca. Znajdował się na obszarze dzisiejszego Kingston (Ontario).